# هلن (خواننده)
 هلن ماتووسیان، با نام هنری  هلن ، خوانندهٔ ایرانی ارمنی‌تبار است که در ۱۷ اردیبهشت ۱۳۴۰ (۷ مه ۱۹۶۱) در محله قوبای شهر خرم‌دره زنجان به دنیا آمد. او از ۱۵ سالگی وارد هنرستان موسیقی شد و در زمینه‌های اپرا و پیانو تحصیل کرد. فعالیت هنری خود را در ۱۷ سالگی، چند ماه پیش از انقلاب ۱۳۵۷، با همکاری بابک افشار، آهنگساز و تنظیم‌کنندهٔ معروف، آغاز کرد و چهار ترانه را در برنامهٔ تلویزیونی «زنگوله‌ها» اجرا نمود.
در سال ۱۳۶۴ به آلمان مهاجرت کرد و با برگزاری کنسرت‌ها و اجراهای زنده در شهرهای مختلف این کشور، فعالیت هنری‌اش را ادامه داد. او از کنسرواتوار موسیقی هایدلبرگ در رشتهٔ موسیقی و اپرا فارغ‌التحصیل شد. سپس در سال ۱۳۷۴ به آمریکا رفت و به‌صورت حرفه‌ای به خوانندگی پرداخت. هلن تا به امروز ۹ آلبوم در سبک موسیقی پاپ منتشر کرده و به زبان‌های فارسی، ارمنی، انگلیسی، اسپانیایی و عربی ترانه‌هایی را اجرا کرده است.
در سال ۲۰۱۵، همسر هلن، واهان مناچکانیان، در سفری به ترکیه دچار سکتهٔ مغزی شد و به‌دنبال آن فلج گردید. هلن با وفاداری و تعهد، از همسرش مراقبت کرد و او را برای درمان به آمریکا برد. این رفتار او مورد تحسین بسیاری قرار گرفت.

## زندگی
هلن در ۱۷ اردیبهشت سال ۱۳۴۰ در محله قوبای شهر خرمدره زنجان در یک خانواده ارمنی تبار به دنیا آمد و همان ایام کودکی به تهران نقل مکان کردند و از ۱۵ سالگی وارد هنرستان موسیقی شد. به ویژه در زمینه اپرا و پیانو آغاز کرد. هلن یکی از خوانندگانی است که کار هنری خود را چند ماه پیش از انقلاب با بابک افشار آهنگساز و تنظیم‌کننده معروف ایرانی آغاز کرد و در این فرصت ۴ ترانه خواند که همگی در شو تلویزیونی زنگوله‌ها اجرا شدند. او در سال ۱۳۶۴ به آلمان رفت و فعالیتش را با سازماندهی کنسرت‌ها و اجراهای زنده در شهرهای مختلف آلمان به همراه دیگر خوانندگان مشهور ایرانی دوباره آغاز کرد. وی ضمن یک اقامت چندساله در آلمان، از کنسرواتوار موزیک هایدلبرگ نیز در رشته موسیقی و اپرا، فارغ‌التحصیل شد. الگوی هلن گوگوش است. هلن تا به امروز 9 آلبوم در زمینه موسیقی پاپ منتشر کرده‌است. وی می‌تواند به زبان‌های فارسی، ارمنی، انگلیسی، اسپانیایی و عربی بخواند. هلن در سال ۱۳۷۴ به آمریکا رفت و خوانندگی را به صورت حرفه‌ای ادامه داد. نخستین آلبوم وی هلن (Helen) نام داشت که به زبان ارمنی اجرا شده بود.
هلن اولین فیلم سینمایی خود را پیش از انقلاب و در فیلم صمد در به در می‌شود (با نام هایگار استپانیان) در نقش یک خواننده کافه‌ای بازی کرد.
هلن و همسرش واهان، در سفری به ترکیه در سال ۲۰۱۵، به دلیل سکته مغزی ناگهانی واهان و فلج شدن او، از ادامه سفر و برنامه بازماندند و هلن همسرش را با هواپیما به ایالات متحده آمریکا برد تا وی را تحت درمان قرار دهد. هلن با وفاداری بسیار از همسرش واهان مراقبت کرده و حال او رو به بهبودی می‌باشد.

## آثار
در لس آنجلس، هلن که به بیش از هفت زبان زنده دنیا آواز می‌خواند، به موسیقی پاپ روی آورد و در این مدت چهار سی‌دی به زبان فارسی و یک سی‌دی به زبان آلمانی تهیه کرده‌است. آخرین آلبوم هلن، دنیای تازه نام دارد که مجموعه ای از اشعار بابک صحرایی می باشد. پس از این آلبوم هلن به خواندن چند تک آهنگ بسنده کرده است.
بعد از فوت مهستی در سال ۱۳۸۶، وی جز ۴ خواننده خانم ایرانی بود که به همراه سپیده، هنگامه و لیلا فروهر، به درخواست شبکه تپش، برای ساخت آهنگی برای یادبود مهستی دعوت شد.
همکاری او با تاده آبولیان به صورت جدی شکل گرفت و آثاری با نامهای منجی،عشق بازی،دلم لرزید، و چند کار مشترک در لس آنجلس امریکا ادامه یافت. 

## آلبوم‌ها
- اقیانوس خالی (۱۳۷۶)
- ماه و ستاره (۱۳۷۹)
- راز هلن (۱۳۸۰)
- نگاه تو (۱۳۸۲)
- اسباب‌بازی (۱۳۸۴)
- فصل من (۱۳۸۸)
- دنیای تازه (۱۳۹۳)

## فیلم
صمد در به در می‌شود